# Josef Strillinger
Josef "Sepp" Strillinger – niemiecki saneczkarz reprezentujący RFN, trzykrotny medalista mistrzostw świata oraz brązowy medalista mistrzostw Europy.

## Kariera
Pierwszy sukces w karierze osiągnął w 1954 roku, kiedy zdobył brązowy medal w jedynkach podczas mistrzostw Europy w Davos. Na rozgrywanych rok później mistrzostwach świata w Oslo w parze z Fritzem Nachmannem zajął trzecie miejsce w dwójkach. W tym samym składzie reprezentanci RFN zwyciężyli w tej konkurencji na mistrzostwach świata w Davos w 1957 roku i mistrzostwach świata w Krynicy rok później. Był też między innymi czwarty w dwójkach podczas mistrzostw świata w Garmisch-Partenkirchen w 1960 roku i mistrzostw Europy w Hahnenklee w 1955 roku.